# 高國華
高國華，（1956年1月23日—），臺灣補教名師，高國華文理補習班前負責人、高大師牛肉麵創辦人。畢業於國立台灣師範大學英語學系，父親是國畫家高逸鴻，母親為作家、畫家龔書綿。

## 簡介
過去曾任臺北市立大安國民中學英語教師，原任教於放牛班，卻將放牛班學生之英文程度教導至超越實驗班（資優班），遭實驗班英語教師指為全班作弊後，帶領放牛班學生至訓導處抗議要求與實驗班進行英文競賽，又再次使放牛班學生之英文成績超越實驗班。後被臺北市立建國高級中學延攬，擔任英語教師，在1980年代開始在自宅開設補習班招收國中學生，後辭去學校之教職專注於補習班事業。
高國華很喜歡籃球，籃球選手鄭志龍從國中時期就被高國華挖掘資助，高國華住家的頂樓也改建成半場籃球場。
於1992年正式成立“高國華文理補習班”，八年來擴至四間分校，橫跨國小、國中、高中，年收入達數億元新台幣。亦曾開設副業，不過多半以慘賠收場，最終在2012年結束副業事業，回到原本的補習班老師本行。

## 私人生活

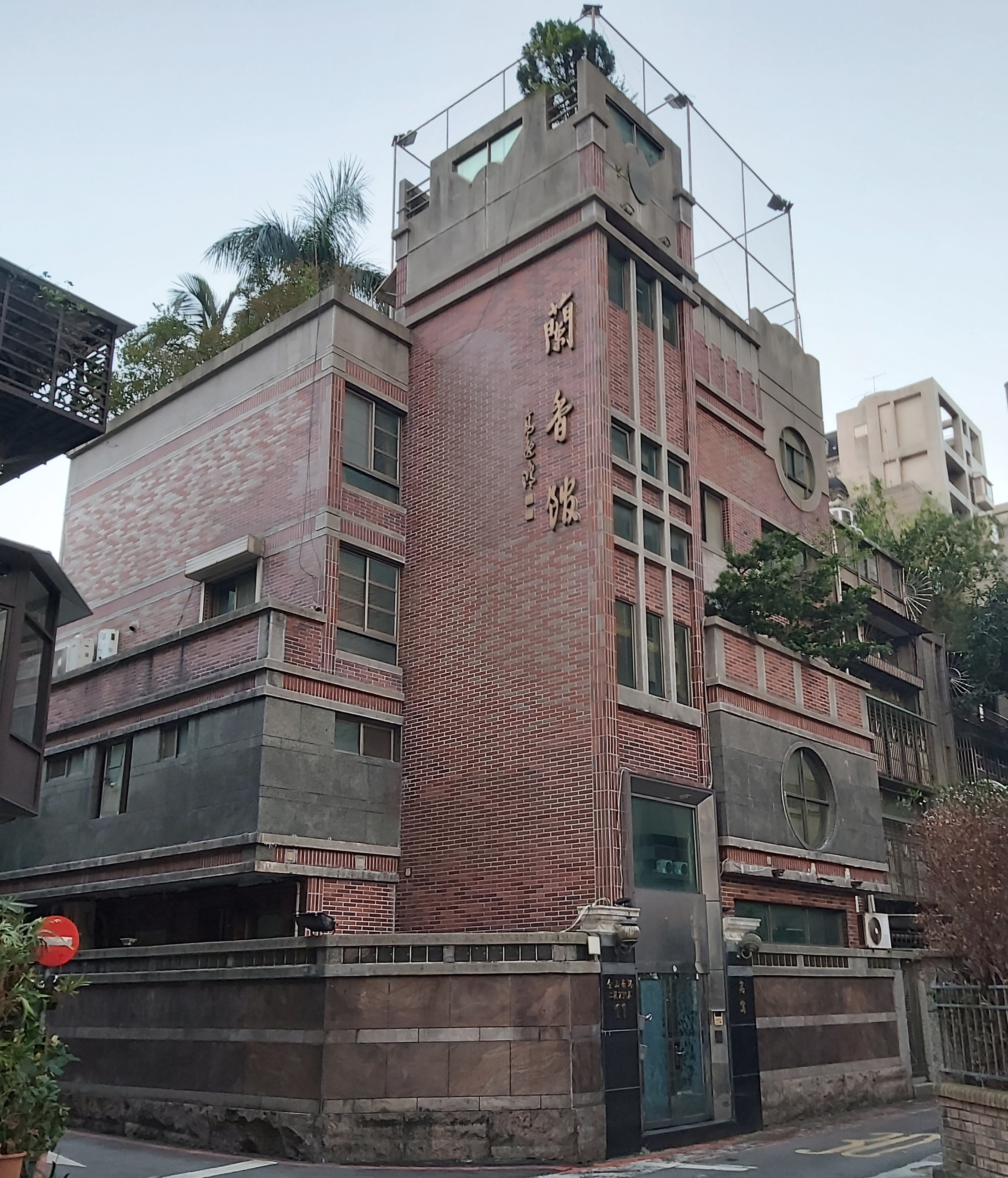
高國華先父高逸鴻的臺北市故居「蘭香館」，位於師大大安區校區附近和平東路巷內。

第一任妻子何廷芳是高在台師大國文系的同學，後來一起轉入英語系並成為班對，還曾經獲得全國英語話劇比賽冠軍。後於民國68年（1979年）畢業後結婚，並育有兩男一女。婚後創立高國華補習班，並逐漸奠定其補教天王地位。在2001年因為當時曾在補習班擔任助理的蔡郁璇介入而離婚。
第二任妻子蔡郁璇，2002年結婚，與姐姐蔡郁潔都曾是東森電視知名雙胞胎美女主播。2007年離開電視圈，在補習班擔任班主任，育有一女。2010年8月30日兩人正式離婚，目前蔡郁璇當起兼職RaidCall網路視訊主播賺外快。
第三任妻子陳子璇，中國工商專科學校國際貿易科（今中國科技大學國際商務系）畢業，曾任長榮航空空服員5年，補教資歷約12年，是他同行勁敵劉毅補習班的「補教天后」。雖然不是英文科班出身，但在劉毅的培育與自己的努力下，現在不論發音或寫黑板的板書都讓學生相當欽佩，月收入達新台幣50萬元以上。2010年7月22日，因已婚身分與競爭對手的旗下老師陳子璇，在高速公路上高速行駛中舌吻，被《壹周刊》拍到而被踢爆此婚外情。8月5日新聞曝光，陳被指介入婚姻，高也與蔡郁璇在8月30日簽字離婚，而後繼續製造許多互爆內幕醜聞的新聞話題，被人譏為「補教人生」（語源來自當時民視八點檔連續劇《夜市人生》）。2011年5月2日，與陳子璇低調公證結婚，陳子璇正式成為其第三任妻子，至2020年2月離婚。

## 家庭成員
- 父親：高逸鴻（1908年11月12日－1982年5月14日）
- 母親：龔書綿（1922年－2022年1月20日）
- 第一任妻子：何廷芳
  - 長子：高嘉均（1981年出生，現職臺北市立大安高級工業職業學校教師
  - 次子：高馗登（1982年出生，現職補教老師、高老師全國直播教室共同創辦人）
  - 長女：高芝儀
- 第二任妻子：蔡郁璇
  - 次女：高子茵
- 第三任妻子：陳子璇
  - 繼女：陳思妤（1997年出生，臺北市立南港高級中學畢業，2015年，自高中畢業後便獨自赴美國加州就讀大學，2018年4月底目前轉學在美國加利福尼亞大學洛杉磯分校攻讀語言心理學系。）[3]

## 官司
2010年10月26日，高國華因涉嫌於2004年與四海幫中常委鄒興華、上櫃公司優盛醫學科技董事長葉健和、前寶來證券經理許行政及股市炒手聯合炒作優盛醫學科技股票，遭以違反《證券交易法》起訴。高國華承認炒股、要求認罪協商，惟遭檢方認為認罪誠意不足而拒絕。2014年3月6日，中華民國最高法院依違反《證券交易法》判處高國華有期徒刑1年8個月、併科罰金新台幣300萬元定讞。2015年7月16日，高國華假釋出獄。

## 近況
- 2014年3月7日，高國華兒子高嘉均、高馗登兄弟，斥資新台幣上億元打造高老師全國直播教室，在2014年7月起正式開課，透過與全台安親班加盟連網，進行線上直播教學。[5]
- 2015年11月19日，高國華夫妻跨行台灣餐飲業，成立高大師牛肉麵，開始賣起牛肉麵，預計在2016年3月先在網路開賣。[6]
- 2015年12月4日，高國華前妻蔡郁璇爆料，高本人因投資出手闊綽，太傻傻相信別人，造成高本人負債新台幣1億3千萬元。
- 2017年2月13日，蔡郁璇日前她接受台灣蘋果日報專訪，她表示，現在每個月薪水約2萬元至5萬元不等，月收不穩定，但需要負擔房貸及養13歲的女兒，每個月花費約10萬元，根本負擔不起。透露女兒聽到爸爸高國華說沒錢很生氣，建議她考慮法律途徑，高國華無奈回應，當初雙方離婚時給了蔡郁璇現金1千萬元及台中店面做為生活費及女兒教育費，爆料因為女方已和別的男人同居，不方便探望女兒，不過蔡郁璇反駁這是高國華藉口，她相信透過法律，會還她清白。[7][8]
- 2018年12月22日，高國華召開記者會表示，自己在12月21日台北時間晚間10點30分，前往台北市華山商務大樓內的高偉補習班，試圖與昔日徒弟高偉見面，奉勸高偉不要養小鬼等邪門歪道，沒想到未見高偉本人，高國華指控高偉教唆員工，將他打成重傷；高國華自己爆料，在2005年4月18日台北時間早上9點，原本高國華補習班高中部要報名下學期，高國華指控高偉事前私下運作，欺騙所有的同學和家長，誑稱『高國華高中數學要搬家』，並且在前一天早上9點，騙了6000多個學生，光天化日之下，高偉劫走了新台幣8千萬元。高國華決定對高偉與高偉補習班員工以傷害罪提告。高偉補習班否認到底，反控高國華沒錢跑來跟徒弟要新台幣一億元，已經鬧很多次了。高偉補習班也將以妨害名譽罪對高國華提告。[9][10]
- 2018年12月29日，補教名師高國華今天凌晨近3時許因手機遺失，到台北市中山警分局中山一派出所看監視器畫面，但看了一個小時仍沒尋獲便離去，員警看他滿臉通紅，卻到派出所旁駕車，趕緊將他攔下，施行酒測，發現他呼氣值達0.25，依公共危險罪嫌送辦。[11][12]

## 出版書籍
| 年份   | 書名                   | 出版社 | ISBN            |
| ------ | ---------------------- | ------ | --------------- |
| 2001年 | 《高國華教你反敗為勝》 | 圓神   | ISBN 9576076447 |

## 外部連結
- 高國華的Facebook專頁
- 高大師牛肉麵官方網站[]